# Campos Novos
Campos Novos est une ville brésilienne de l'intérieur de l'État de Santa Catarina.

## Géographie
Campos Novos se situe par 27° 24′ 06″ de latitude sud et par 51° 13′ 30″ de longitude ouest, à une altitude de 947 mètres. Sa population était de 32 829 habitants au recensement de 2010. La municipalité s'étend sur 1 660 km2.
La municipalité est considérée comme le grenier de Santa Catarina car elle est le principal producteur de céréales de l'État. La zone urbaine de la municipalité regroupe environ 24 000 habitants, pour 6 000 dans la zone rurale.
Elle fait partie de la microrégion de Curitibanos, dans la mésoregion Serrana de Santa Catarina.

## Histoire
Les indiens kaingangs furent les premiers occupants de la région actuelle de Campos Novos. Ils vivaient de la pêche et de la chasse, ainsi que de la collecte de racines et de fruits de la forêt (pignons de pin, mûres, jaboticabas ou cerises de Cayenne). Les Européens occupèrent progressivement les terres des indigènes à partir des XVIIe siècle et XVIIIe siècle.
La construction de la voie ferrée São Paulo - Rio Grande do Sul et les passages des tropeiros à travers la région amenèrent de nombreux immigrants. Ces mouvements de populations firent surgir de nombreux villages le long du rio do Peixe, comme Bom Retiro, Capinzal et Videira. L'arrivée de colons italiens et allemands entraîna l'essor des activités commerciales et industrielles au cours du XIXe siècle et du XXe siècle.
Comme beaucoup de municipalités de la région, Campos Novos se peupla à partir des premières tentatives de colonisation faites dans le sud du pays. La colonisation commença entre 1825 et 1830, quand le fermier João Gonçalves de Araújo, venu de Curitibanos, s'établit dans la région. Peu après vinrent des gaúchos fuyant la guerre des Farrapos. De même, de nombreux fermiers originaires de Lages s'installèrent dans la région, attirés par la quantité de terres et de pâturages. Ensuite, la localité accueillit des habitants venus des États de São Paulo et du Paraná, à la recherche de terres pour l'élevage bovin.
En 1854, Campos Novos devient district de la municipalité de l'époque de Nossa Senhora dos prazeres de Lages (aujourd'hui Lages), occupant un territoire de plus de 5 000 km2. De nos jours, malgré de nombreux démembrements, Campos Novos est toujours l'une des plus grandes municipalités de Santa Catarina en superficie.
De 1869 à 1881, Campos Novos est rattaché à Curitibanos, quand elle devient une municipalité indépendante. Entre 1850 et 1895, la province de Santa Catarina ne comptait que 11 municipalités.
Au début du XXe siècle, Campos Novos est marqué par l'arrivée du train SP-RS et par la guerre du Contestado. De 1908 à 1910, des immigrants de diverses nationalités arrivent à Campos Novos : polonais, russes, libanais, ainsi que des colons des autres États brésiliens, notamment des descendants d'Allemands et d'Italiens après la guerre du Contestado (1912-1916).

## Administration
La municipalité est constituée de sept districts :
- Campos Novos (siège du pouvoir municipal)
- Bela Vista
- Dal'Pai
- Espinilho
- Ibicuí
- Leão
- Tupitinga

## Villes voisines
Campos Novos est voisine des municipalités (municípios) suivantes :
- Zortéa
- Capinzal
- Ouro
- Lacerdópolis
- Herval d'Oeste
- Erval Velho
- Ibiam
- Tangará
- Monte Carlo
- Frei Rogério
- Brunópolis
- Vargem
- Abdon Batista
- Anita Garibaldi
- Celso Ramos
- Barracão dans l'État du Rio Grande do Sul